# Cryptomys darlingi
Espèce
Statut de conservation UICN

 LC  : Préoccupation mineure
Cryptomys darlingi est une espèce de mammifères rongeurs de la famille des Bathyergidae. Ce rat-taupe vit dans des souterrains au Mozambique et au Zimbabwe.
L'espèce a été décrite pour la première fois en 1895 par le zoologiste français Michael Rogers Oldfield Thomas (1858-1929).